# Title (메간 트레이너의 음반)
《Title》은 미국의 싱어송라이터 메간 트레이너의 메이저 레이블 데뷔 정규 앨범이다. 2015년 1월 9일 에픽 레코드를 통해 발매되었다. 원래 다른 아티스트들을 위한 송라이터였던 트레이너는 2013년에 에픽 레코드와 계약을 맺고 이듬해 케빈 카디시와 공동 작곡한 곡을 녹음하기 시작했다. 그들은 현대 히트 라디오에서 주류를 이루던 일렉트로닉 댄스 음악에 불만을 느꼈으며, 1950~1960년대 복고풍 음악에서 영향을 받았다.
《Title》은 두왑, 팝, 블루 아이드 소울, R&B를 기반으로 하며, 카리브해 음악, 힙합, 레게, 소카 요소를 포함하고 있다. 트레이너는 과거 연애 경험과 자신의 신체 이미지에 대한 불안에서 영감을 받아, 고등학교에 입학하기 전에 존재했으면 했던 노래들을 작곡했다. 음반의 곡들은 여성의 자기 계발, 자기 존중, 자기 인식을 주제로 다룬다. 트레이너는 여러 공개 행사와 TV 공연을 통해 음반을 홍보했다.  
《Title》 발매 후, 트레이너는 That Bass Tour와 MTrain Tour (2015)를 진행했다. 이 음반에는 네 개의 싱글이 포함되어 있으며, 그중 〈All About That Bass〉는 58개국에서 1위를 기록하며 2010년대 미국에서 여성 아티스트가 발표한 가장 많이 팔린 곡이 되었다. 또한 빌보드 핫 100 차트 15위 안에 든 〈Lips Are Movin〉, 〈Dear Future Husband〉, 그리고 존 레전드가 피처링한 〈Like I'm Gonna Lose You〉를 배출했으며, 마지막 곡은 오스트레일리아, 뉴질랜드, 폴란드에서 1위를 차지했다. 평론가들은 《Title》의 반복적인 요소를 지적하며 트레이너의 지속적인 성공을 예상하지 않았으나, 일부는 그녀의 재치와 대담한 태도를 긍정적으로 평가했다.
《Title》은 미국, 캐나다, 영국에서 1위로 데뷔했으며, 오스트레일리아와 뉴질랜드에서는 여러 주 동안 정상을 유지했다. 이 음반은 미국에서 에픽 레코드가 2010년 이후 처음으로 배출한 1위 음반이며, 오스트레일리아에서는 2005년 마이클 잭슨의 《The Essential Michael Jackson》 이후 처음으로 차트 1위를 기록한 에픽 레코드 음반이다. 《Title》은 데뷔 싱글과 음반을 1위에 올리고 후속 싱글을 미국에서 톱 5에 진입시킨 다섯 번째 여성 아티스트 기록을 세웠다. 또한 2015년 전 세계에서 아홉 번째로 많이 팔린 음반이 되었으며, 미국, 오스트레일리아, 캐나다, 폴란드에서 멀티 플래티넘 인증을 받았다.

## 곡 목록
| #            | 제목                                          | 재생 시간 |
| ------------ | --------------------------------------------- | --------- |
| 1.           | 〈The Best Part (Interlude)〉                 | 0:24      |
| 2.           | 〈All About That Bass〉                       | 3:11      |
| 3.           | 〈Dear Future Husband〉                       | 3:04      |
| 4.           | 〈Close Your Eyes〉                           | 3:41      |
| 5.           | 〈3am〉                                       | 3:06      |
| 6.           | 〈Like I'm Gonna Lose You (feat. 존 레전드)〉 | 3:45      |
| 7.           | 〈Bang Dem Sticks〉                           | 3:00      |
| 8.           | 〈Walkashame〉                                | 2:59      |
| 9.           | 〈Title〉                                     | 2:55      |
| 10.          | 〈What If I〉                                 | 3:20      |
| 11.          | 〈Lips Are Movin〉                            | 3:02      |
| 총 재생 시간 | 총 재생 시간                                  | 32:27     |

- 디럭스 버전

| #            | 제목                             | 재생 시간 |
| ------------ | -------------------------------- | --------- |
| 12.          | 〈No Good for You〉              | 3:36      |
| 13.          | 〈Mr. Almost (feat. 샤이 카터)〉 | 3:16      |
| 14.          | 〈My Selfish Heart〉             | 3:47      |
| 15.          | 〈Credit〉                       | 2:51      |
| 총 재생 시간 | 총 재생 시간                     | 45:57     |

- 피지컬 스페셜

| #   | 제목                           | 재생 시간 |
| --- | ------------------------------ | --------- |
| 16. | 〈Good to Be Alive〉           | 3:47      |
| 17. | 〈What If I (Guitar Version)〉 | 3:18      |
| 18. | 〈Title (Acoustic)〉           | 2:55      |
| 19. | 〈I'll Be Home〉               | 3:29      |

## 뮤직비디오
- Dear Future Husband - 유튜브
- Like I'm Gonna Lose You - 유튜브